# 楡家の人びと
『楡家の人びと』（にれけのひとびと）は、北杜夫作の長編小説。雑誌『新潮』に1962年（昭和37年）1月 - 12月にかけて第1部が、1963年（昭和38年）9月 - 1964年（昭和39年）3月にかけて第2部「残された人々」がそれぞれ連載、書き下ろしの第3部を加えて、1964年4月『楡家の人びと』として新潮社より出版された。作者が尊敬するドイツの小説家トーマス・マンの長編『ブッデンブローク家の人々』の影響を受け、自身の家族をモデルに、大正・昭和戦前期にわたる精神科医一家を描いている。

## あらすじ
大正初め、東京青山に西洋の御殿のような精神病院「帝国脳病院」が聳えていた。そこを舞台に、院長の楡基一郎、その妻ひさ、勝気な長女龍子、学究肌の夫徹吉、などの一家とそれを取り巻く人々が織りなす人間模様。初め、虚栄に満ちた華やかな生活を送る楡家の一族であったが、基一郎の議員落選、二女聖子の出奔が続き、震災直後の病院の焼失と基一郎の急死を経て、昭和の動乱期に入ると、楡家は、いったんは全盛期を超える規模の大病院にまで復活するものの、大戦勃発を受けて、ゆるやかだが確実に没落の一途をたどっていく。

## 概説
本作は3部構成となっており、物語は1918年（大正7年）から始まり、基一郎と帝国脳病院の全盛期から病院焼失を経て、1926年（大正15年）の基一郎の死までを第1部、昭和初め、病院復興を背景に徹吉院長と龍子夫妻の軋轢を中心とし、1941年（昭和16年）12月8日の太平洋戦争開戦までを第2部、戦中から空襲による病院の再度の焼失、そして没落という終戦後の1946年（昭和21年）までを第3部としている。
北杜夫は、父斎藤茂吉、祖父斎藤紀一へとつらなる生家の変遷を小説にすることを長年の課題とし、既に大学時代から「神尾家の人びと」という仮題で構想を練っていた。そして、「私は漠然と、それを書く時期を四十代と思っていたが、急に予定を繰り上げることになったのは、自分の健康に自信を失ったためと、昔の事を知っている人たちがぼつぼつ死にはじめたからである」とあるように、1961年（昭和36年）の夏に創作に取り掛かり、親類縁者からの聞き取りや、父茂吉の日記、随筆、メモ類、大正年間の新聞などの資料をもとに執筆を開始している。登場人物の名付けなどはモデルの本名になぞらえたものばかりではない。しかし、紀一→基一郎、西洋→欧州、愛子、百子→桃子、藍子など、本名に近いものもいくつかある。
本作は必ずしも登場人物の生涯を忠実に辿っておらず創作も多い。実際の茂吉には精神医学に関する大著はなく（そのかわりに小説では文学活動の記述が一切ない）、戦後数年間までは健在であったほか、茂吉には次女がおり、長女は軍医の許婚者と結ばれているなど、モデルとは大幅に変更されている設定も多い。北自身も松本高校に落第はしていない。紀一の次男米国は、妻ひさと共にそのままの名前で登場している数少ない登場人物であるが、「実際は小説に書かれたよりもずっとまっとうな、大好きな叔父であった」と、北は後年の随筆で回顧している。

## 作品の価値
三島由紀夫は、「戦後に書かれたもつとも重要な小説の一つである。この小説の出現によつて、日本文学は、真に市民的な作品をはじめて持ち、小説といふものの正統性を証明するのは、その市民性に他ならないことを学んだといへる。これほど巨大で、しかも不健全な観念性を見事に脱却した小説を、今までわれわれは夢想することも出来なかつた」と称賛している。時代に翻弄される市民の姿を淡々とした筆遣いで描き、近代文学最初の市民小説として高く評価される。
発表後、1964年（昭和39年）11月には第18回毎日出版文化賞を受賞。さらには1965年にTBS水曜劇場で、1972年4～6月にはNHK「銀河テレビ小説」第1作としてそれぞれテレビドラマ化されるなど、北杜夫の代表作となった。

## 主な登場人物
- 楡基一郎 - 第1部の主人公。「帝国脳病院」院長。山形の片田舎から出て一代で巨大な病院を作る。元の名前は「金沢甚作」であるがこの名を嫌っており、医師免許を取得したのち正式に改名した。「楡」は基一郎が自ら創案した姓である。政友会所属の衆議院議員でもあったが、のちに落選。病院の火災後の再建途上で急死。作者の祖父斎藤紀一がモデル。
- 楡ひさ - 基一郎の妻。寡黙であるが、病院の実権を握っている。作者の祖母斎藤ひさがモデル。
- 楡龍子 - 基一郎の長女。男勝りの性格で、基一郎没後の病院再建を目指す。気位が高く、父の基一郎を尊敬する一方で、夫の徹吉とはそりが合わず、のちに別居することになる。作者の母斎藤輝子がモデル。
- 楡徹吉 - 基一郎の養子で龍子の夫。名前は本来「てつきち」と読むが、基一郎の命で「てつよし」と改める。2代目院長となるが、医学の研究に生きがいを求めている。大著『精神医学史』を執筆。その後は精神医学の教科書を書こうとするが、空襲により病院だけでなく貴重な資料やカルテまでも失い、終戦直後、疎開先の山形で倒れる。作者の父斎藤茂吉がモデル。ただし、文学者としての要素は意識的に排除されている。また、作品世界においては斎藤茂吉も楡徹吉とは別に存在することになっている[2]。
- 楡聖子 - 基一郎の次女。美貌であるが、父に背いて家出して恋人のもとに走り、貧窮の中てで悲惨な死を遂げる。作者の叔母・斎藤清子がモデル。聖子の婚約者として橋健行（三島由紀夫の伯父で、斎藤茂吉の親友）のことが言及されている。
- 楡桃子 - 基一郎の三女。お転婆で基一郎により意に沿わぬ結婚をさせられたため、楡家の偽善性に反感を持っている。夫の四郎との死別後は、息子の聡を楡家に残したまま出奔し、宮崎伊之助と結婚する。
- 楡欧洲 - 基一郎の長男。ずぼらな性格。出生時にすでに徹吉が養子になっており、かつ、あまり出来が良くなかったため、基一郎の後継者から外される。仙台の医学部を卒業し医者となるも、医業よりも趣味の世界に耽溺する。作者の叔父斎藤西洋がモデル。
- 楡米国 - 基一郎の二男。腺病質で病気には強迫観念を持っている。青山の農業大学を卒業。日中戦争で消息不明となる。作者の叔父斎藤米国がモデル。
- 楡辰次 - 基一郎の事実上の養子（戸籍上は基一郎の親戚の家の養子）。もとは貧しい炭焼きの息子で、巨体ゆえに父親が養いきれずに困っているところを基一郎が引き取った。本人は医者を志望していたが、周囲の期待に抗えずに力士となり「蔵王山」と名乗る。戦前期の力士出羽ヶ嶽文治郎 がモデル。
- 楡峻一 - 徹吉の長男。飛行機マニア。出征し、命からがら復員する。作者の兄・斎藤茂太がモデル。
- 楡藍子 - 徹吉の長女。兄の友人である城木の恋人。城木の戦死後は性格が一変して暗くなり、戦災で顔に火傷を負う羽目になる。
- 楡周二 - 徹吉の二男。作者自身がモデル。
- 楡四郎 - 桃子の夫。旧姓高柳。有能な外科医として養子になるが、徹吉と衝突し、不遇のうちに腹膜炎で急逝する。
- 楡聡 - 桃子と四郎との子。桃子に溺愛されるが、夭折する。
- 楡千代子 - 欧洲の妻。神田の菓子問屋の末娘。姑のひさの存在に加え、夫と別居した龍子まで家に転がり込んできたため、家の中で下っ端扱いを受けることになる。
- 勝俣秀吉 - 病院の事務長で痩身の小男。「院長代理」の役職名を持つ。「院代先生」と呼ばれる。
- 下田ナオ - 「下田の婆や」子供たちに献身的に仕える。
- 佐久間熊五郎 - 書生。厚かましい性格で、米国の子分となり農園を作ったり、勝手に「楡熊五郎」と自称する。出征してソ連軍の捕虜となり消息不明。
- 城木建紀 - 峻一の友人。藍子と恋仲になるが、海軍に出征後、太平洋上で戦死。空母「瑞鶴」に勤務していた宮尾直哉（北杜夫の義兄）がモデル[3]。
- 大石 - 小心な病院の会計係。
- 伊助 - 病院の賄い担当。「伊助じいさん」と呼ばれ、辰次の面倒をみる。「日本一の飯を炊く」と基一郎の自慢の種である。
- ビリケン - 患者。独特の口調で新聞を朗読する癖がある。病院の火災で焼死。
- 三瓶城吉 - 徹吉の弟。大酒飲みで山形弁丸出しで喋る。
- 青雲堂 - 本名は高田。基一郎の病院で働いていたが、病院近くの文房具店の主人となる。
- 宮崎伊之助 - 桃子の二人目の夫。商社員。のちに妻を連れて上海に渡り、紡績工場を経営するも、終戦前に帰国。

## 書誌
- 『楡家の人びと』新潮社、1964年4月。
  - 新版、1993年8月。ISBN 4-10-306230-4
- 『新潮日本文学 61 北杜夫集』新潮社、1968年10月。
- 『楡家の人びと』2分冊 新潮社〈新潮文庫〉、1971年5月。上 ISBN 4-10-113106-6 下 ISBN 4-10-1131074
  - 3分冊、2011年7月。第1部 ISBN 978-4-10-113157-3 第2部 ISBN 978-4-10-113158-0 第3部 ISBN 978-4-10-113159-7
- 『北杜夫全集 4 楡家の人びと』新潮社、1977年2月。

### 外国語訳
- The House of Nire, translated by Dennis Keene, Tokyo: Kodansha International, 1984. ISBN 4770015062, ISBN 0870118595  - 英語
  - The Fall of the House of Nire, translated by Dennis Keene, Tokyo: Kodansha International, 1985. ISBN 0870116630, ISBN 4770011636  - 英語
- 《楡氏一家》郭来舜, 戴璨之译 长沙: 湖南人民出版社, 1985年3月。 - 中国語
- Lidé z rodu Nire, přeložila Vlasta Winkerhöferová, Plaha: Nakladatelství svoboda, 1988. - チェコ語
- Um Hospício no Japão, tradução de Gilda Stuart, São Paulo: Marco Zero, 1990-1993. ISBN 8527900939, ISBN 8527901315  - ポルトガル語
- Gia đình Nire, Phạm Thủy Ba dịch, Hà Nội: Nhà xuất bản Khoa học xã hội, 1992. - ベトナム語
- Ang Masayang buhay ng pamilya Nire, isinalin ni, Aurora E. Batnag, mula sa salin sa Ingles ni, Dennis Keene, Manila: Solidarity Foundation, 1993. ISBN 9715361447  - タガログ語
  - Ulap sa buhay ng pamilya Nire, isinalin ni Froilan S. Medina; mula sa salin sa Ingles ni Dennis Keene, Ermita, Manila: Solidarity Foundation, 1993. ISBN 9715361404  - タガログ語
- Das Haus Nire - Verfall einer Familie - Roman, aus dem Japanischen übersetzt von Otto Putz ; und mit einem Nachwort versehen von Eduard Klopfenstein, Berlin: be.bra Verlag, 2010. ISBN 9783861249092  - ドイツ語

## 参考資料
- 別冊新評「北杜夫の世界」1975年　新評社
- 宮尾直哉『空母瑞鶴から新興丸まで　海軍軍医日記抄』近代文藝社、1992年3月。ISBN 4-7733-1211-4。　著者は1941年11月18日～1943年2月15日まで瑞鶴勤務。北の義兄。